# Großkundorf
Großkundorf ist ein Ortsteil der Landgemeinde Mohlsdorf-Teichwolframsdorf im Landkreis Greiz in Thüringen.

## Lage und Verkehr
Großkundorf ist ein Straßendorf an der Kreisstraße 525. Das Dorf liegt nordwestlich von Teichwolframsdorf im Ostthüringer Schiefergebirge. Die Gemeinde befindet sich mit ihrer Gemarkung an der Grenze von Thüringen zu Sachsen. Nördlich und östlich befindet sich das Sanierungsgebiet des ehemaligen Uranbergbaus. Von der Linie 21 der PRG Greiz werden zwei Haltestellen im Ort bedient.

## Geschichte
Am 24. September 1267 wurde der Ort erstmals urkundlich erwähnt.
171 Personen wohnen im Dorf.
Anstelle der Vorgängerkirche wurde 1748–50 eine Saalkirche mit Chorturm erbaut.

## Persönlichkeiten
- Max Berbig (1856–1926), Seminarlehrer in Gotha und Heimatforscher
- Johanna Ludwig (1937–2013), Journalistin, Lektorin und Autorin